# Phobia
A Phobia a Breaking Benjamin harmadik nagylemeze.
A felvételek a The Barbershop stúdióban készültek Hopatcongban, New Jerseyben (USA). 2006. augusztus 8-án adták ki, és már az első héten 131 000 példányt adtak el belőle, így ezzel a leggyorsabban fogyó és a legjobb eredményeket elért Breakin Benjamin lemezzé vált: A Billboard Top 200-on a 2. helyet szerezte meg.
Az album újrakiadása után 2007. május 5-én újra felkerült a Billboard 100-ra, a 38. helyre. 2008. március 13-áig 861 589 példányt adtak el belőle az Egyesült Államokban.

## Számlista
1. Intro  – 1:13
2. The Diary of Jane – 3:20
3. Breath – 3:38
4. You – 3:21
5. Evil Angel – 3:41
6. Until the End – 4:12
7. Dance with the Devil – 3:47
8. Topless – 3:03
9. Here We Are – 4:18
10. Unknown Soldier – 3:46
11. Had Enough – 3:49
12. You Fight Me – 3:12
13. Outro – 2:09
14. The Diary of Jane (Acoustic) – 3:061

1Ez a dal csak az album első kiadásán szerepelt. Az első kiadás után levették a számlistáról, azonban a Phobia Collector's Edition DVD-je mellé kiadott CD-n újra hallhatóvá vált.

### Kínai kiadás
Ez a kiadás két bónusz dalt tartalmaz, amelyeket már korábban kiadtak Amerikában:
1. So Cold (Acoustic)
2. Rain (2005)

Ez a kiadás más borítóval is rendelkezik: a banda új promóciós képe látható az amerikai kiadással ellentétben.

### Collector's Edition DVD Számlista
1. Polyamorous
2. Home
3. Shallow Bay
4. Breakdown
5. Topless
6. Away
7. The Diary of Jane
8. Dance with the Devil
9. Until the End
10. Had Enough
11. Sooner or Later
12. Break My Fall
13. So Cold
14. Breath
15. Evil Angel

Ezt a DVD-t 2007 áprilisában adták ki. Tartalmazza a zenekar egyik teljes 2007. márciusi koncertjének felvételét. Helyszínűl a pennsylvaniai Bethlehemben található Stabler Arena szolgált.

## Felállás
- Ben Burnley - ének, gitár
- Aaron Fink - gitár
- Mark James Klepaski - basszusgitár
- Chad Szeliga - dob

### További zenészek
- Sebastian Davin (Dropping Daylight) - zongora és háttérvokál ("You Fight Me", "Dance with the Devil", "Diary of Jane (acoustic)")
- David Eggar - cselló  ("Diary of Jane (acoustic)")
- Scott Treibitz - cselló előkészítése

## Információk a dalokról
- A "The Diary of Jane" volt az első kislemez a Phobiáról. Szerepel a NASCAR 07 című videó játékban is.
- A "You"-t először egy teljes akusztikus koncert alatt adták elő élőben 2006 áprilisában, amikor a csapat még az album felvételén dolgozott. Egy interjúban Burnley azt mondta, hogy a szám előadása közben elfelejtette a második versszakot, így hibásan énekelte el.
- A "Topless" egy régi rajongói kedvenc, amelyet még azelőtt írt és adtott elő a banda, mielőtt kiadta volna a Saturate című debütáló albumát.
- A bookletben a dalszövegeknél van egy helyesírási hiba, a "Dance With The Devil"-nél a 'So many days go bye'.
- A "The Diary of Jane"-t és a "Breath"-et feldolgozta egy "The Vitamin String Quartet" nevű vonószenekar. A "Strung Out - The String Quartet Tribute to Hard Rock Hits, Vol.4." című kiadványon hallható a két dal.

## Slágerlista pozíciók

### Album
| Év   | Slágerlista         | Pozíció |
| ---- | ------------------- | ------- |
| 2006 | The Billboard 200   | 2       |
| 2006 | Top Rock Albums     | 1       |
| 2006 | Top Internet Albums | 2       |

### Kislemezek
| Év   | Kislemez            | Slágerlista            | Pozíció     |
| ---- | ------------------- | ---------------------- | ----------- |
| 2006 | "The Diary of Jane" | Billboard Hot 100      | 50          |
| 2006 | "The Diary of Jane" | Mainstream Rock Tracks | 2           |
| 2006 | "The Diary of Jane" | Modern Rock Tracks     | 4           |
| 2006 | "The Diary of Jane" | Billboard Pop 100      | 46          |
| 2006 | "The Diary of Jane" | Hot Digital Songs      | 34          |
| 2007 | "Breath"            | Billboard Hot 100      | 84          |
| 2007 | "Breath"            | Mainstream Rock Tracks | 1 (7 hétig) |
| 2007 | "Breath"            | Modern Rock Tracks     | 3           |
| 2007 | "Until the End"     | Billboard Hot 100      | 122         |
| 2007 | "Until the End"     | Mainstream Rock Tracks | 6           |
| 2007 | "Until the End"     | Modern Rock Tracks     | 21          |

## Kiadási adatok
| Ország                    | Dátum              | Kiadó             |
| ------------------------- | ------------------ | ----------------- |
| Egyesült Királyság        | 2006. augusztus 7. | Hollywood Records |
| Amerikai Egyesült Államok | 2006. augusztus 8. | Hollywood Records |
| Ausztrália                | 2006. október 7.   | Hollywood Records |

## Közreműködők

### Felvételek
- Produced by David Bendeth
- Arranged by Breaking Benjamin and David Bendeth
- Dan Korneff and John Bender - Engineer and Digital Editing
- Kato Khandwala- Digital Editing
- Mark Rinaldi and Austin Briggs - Assistant Engineers
- Recorded at The Barbershop Studios, Lake Hopatcong, New Jersey
- Editing at Type A Studios, New York
- Mixed by Ben Grosse at The Mix Room, Burbank, Kalifornia, assisted by Paul Pavao
- "The Diary of Jane" mixed by Chris Lord-Alge at Resonate Music, Burbank, California, assisted by Keith Armstrong and Dim-E
- "Intro", "Outro", and "The Diary of Jane (Acoustic)" mixed by David Bendeth at Type A Studios, NYC
- Mastered by Ted Jensen at Sterling Sound, NYC

### Borító
- Art Direction & Design - t42design
- Cover Photo - Kamil Vojnar, Getty Images
- Photography - Phil Mucci